# Lógica trascendental
La lógica trascendental constituye, en el contexto de la Crítica de la Razón Pura de Kant, la segunda parte de la teoría elemental trascendental, que tiene por objeto los principios del pensamiento puro, oponiéndose así a la estética trascendental, que la precede.
Consecuente con los postulados de su filosofía, Kant argumenta que las únicas fuentes del conocimiento especulativo humano son la recepticidad de las impresiones, de un lado, y la espontaneidad de los conceptos, de otro. Por lo tanto, las facultades involucradas en ambos son la sensibilidad y el Entendimento respectivamente, las cuales son imprescindibles para la tarea especulativa ya que los "pensamientos sin contenido, son vacíos; intuiciones sin conceptos, ciegas" (Kant I., Crítica de la Razón Pura, Introducción a la segunda parte).
La lógica trascendental se subdivide en dos partes: la analítica y la dialéctica. La primera se ocupa, al modo en que la estética se refiere, a las formas puras de la intuición desprovista de todo elemento aportado por el entendimiento, así como de todo contenido empírico de "los elementos del conocimiento puro del entendimiento y de los principios sin los cuales ningún objeto puede ser pensado"(Ídem.). La necesidad de una dialéctica trascendental surge, según Kant, de lo atractivo que resulta para la razón servirse de estos conceptos y principios sin tener en cuenta para nada la experiencia, de modo que resulta preciso establecer la crítica de dicha facultad que la encierre en sus límites propios y descubra la falsa apariencia que encubre las "vanas pretensiones" de la razón en su uso "hiperfísico".
- Datos: Q1534211